# 小平市平櫛田中彫刻美術館
小平市平櫛田中彫刻美術館（こだいらしひらくしでんちゅうちょうこくびじゅつかん）は、東京都小平市にある公立美術館。
所蔵品は、田中の没後、遺族から寄贈を受けた作品が中心である。常設展示では、田中の代表作である「鏡獅子（かがみじし）」や、「尋牛（じんぎゅう）」、田中の作品の中でも人気の高い「気楽坊（きらくぼう）」などが展示されている。また、2年に1度、偶数年に特別展示が行われている。

## 沿革
- 1984年10月25日　日本近代彫刻界の巨匠、彫刻家平櫛田中（ひらくしでんちゅう）が晩年過ごした邸宅を公開する形で、「小平市平櫛田中館」として開館。
- 1994年2月18日　作品を展示・保存するための展示館が開館。展示館開館記念展を開催。
- 1994年10月25日　開館10周年を迎える。
- 1995年　特別展「橋本平八と平櫛田中」を開催。
- 1996年　特別展「大内青圃と平櫛田中」を開催。
- 1997年　特別展「辻晉堂と平櫛田中」を開催。
- 1998年　特別展「平櫛田中の書」を開催。
- 1999年　開館15周年記念「石井鶴三展」を開催。
- 2000年　特別展「平櫛田中の肖像彫刻」を開催。
- 2001年　特別展「ブロンズ彫刻のつくり方を学ぼう」を開催。
- 2002年10月11日　特別展「中原悌次郎素描展　描かれた未完の彫刻」を開催（～11月10日）。
- 2004年10月22日　開館20周年記念「平櫛田中のすべて」を開催（～11月23日）。
- 2004年10月25日　開館20周年を迎える。
- 2005年　遺族から平櫛田中の作品など214点の寄贈を受ける。
- 2006年4月1日　館名を小平市平櫛田中彫刻美術館と改称。
- 2006年9月15日　特別展「甦る近代彫刻の鬼才　佐藤朝山展」を開催（～10月22日）。
- 2008年2月　美術館ボランティアを導入。
- 2008年10月17日　特別展「仏像インスピレーション　仏像に魅せられた彫刻家たち」を開催（～11月24日）。
- 2009年10月23日　開館25周年・没後30年記念「平櫛田中　次世代に遺した珠玉の彫刻」を開催（～11月29日）。
- 2010年2月1日　ロゴマークを決定。
- 2010年4月1日　ホームページを開設。ぐるっとパス2010に参加。
- 2016年6月30日「偉人におみそれ～ション」で紹介された。
- 2020年5月29日（金曜）～2020年9月6日（日曜）イベント中止

## 施設概要
当該施設は、田中の旧宅である「記念館」と、作品を展示・保管するために後から新設された「展示館」から成っている。

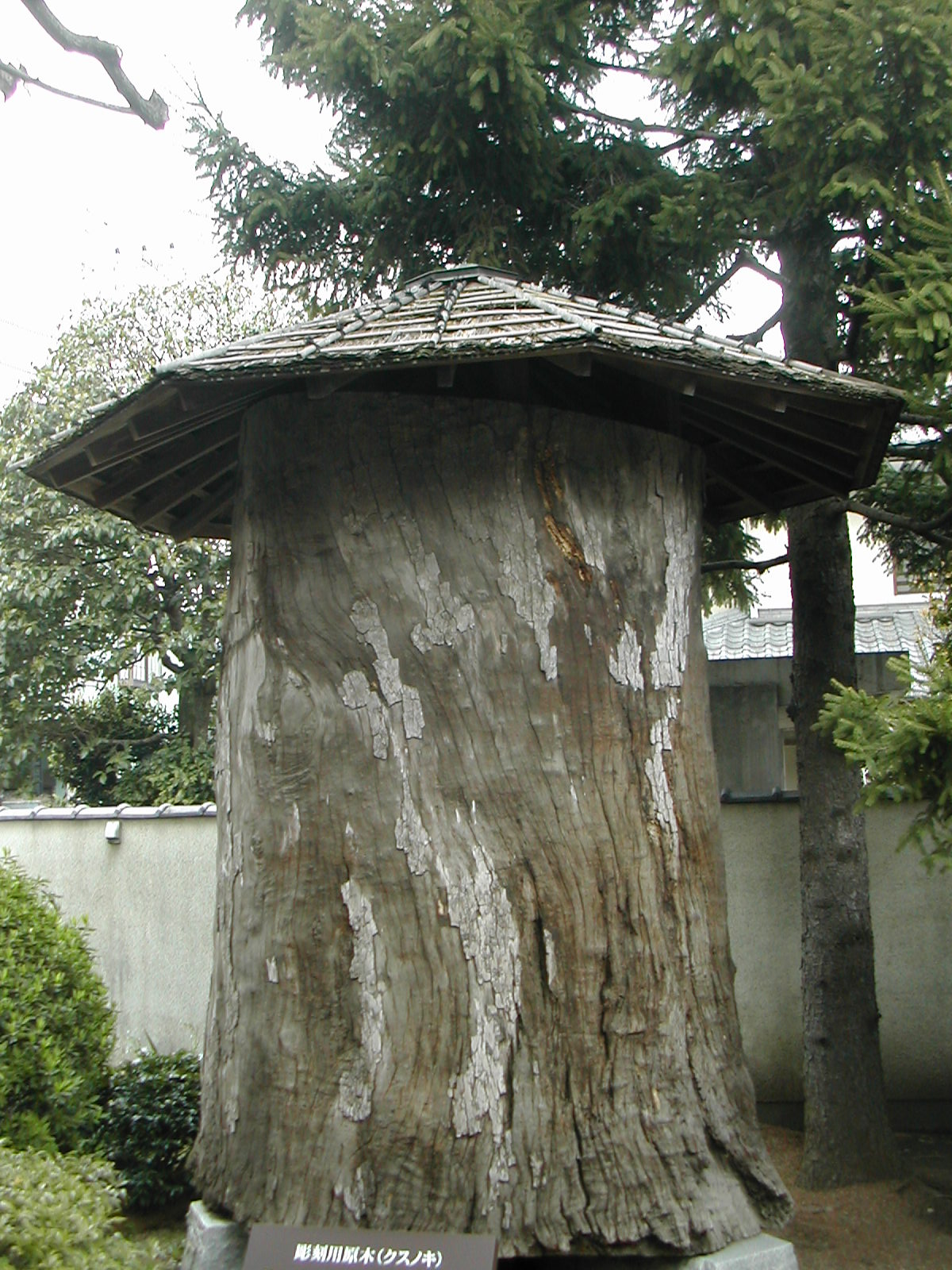
小平市平櫛田中彫刻美術館彫刻用原木（クスノキ）

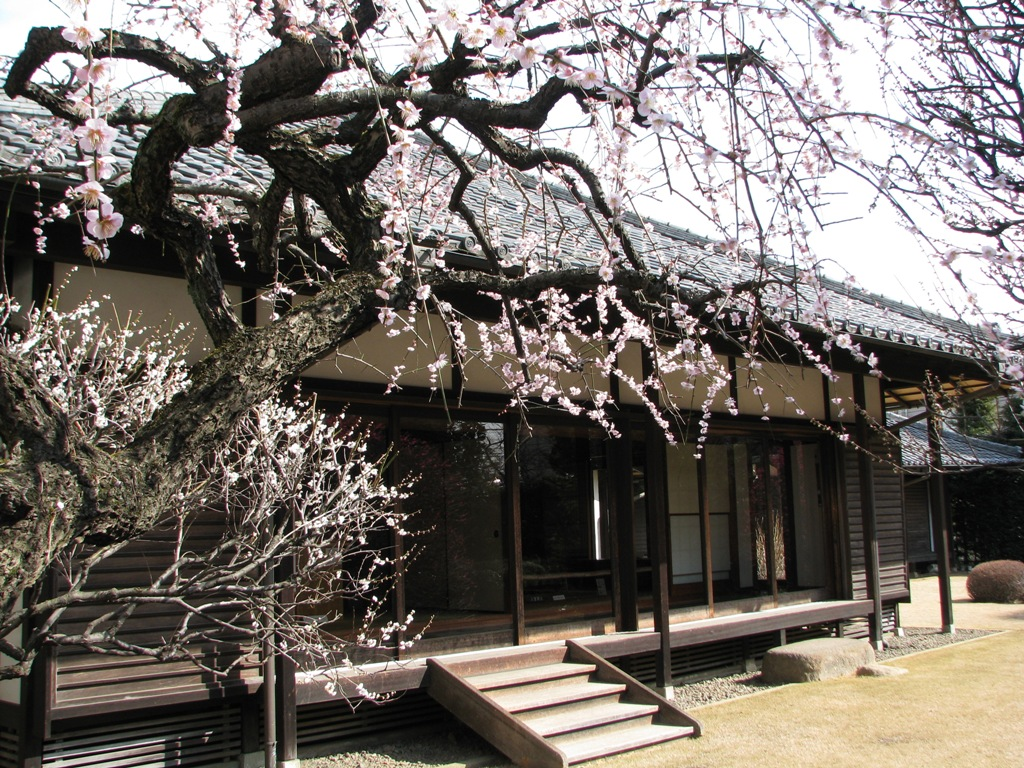
小平市平櫛田中彫刻美術館記念館

### 記念館
田中が生前生活していた邸宅。大屋根の方形造りを特徴とする書院造り。昭和44年、田中が98歳のときに建てられたため、別名「九十八叟院(そういん)」とも呼ばれている。設計は、国立能楽堂の設計で知られる建築家の大江宏。田中が百歳のときに、20年後の制作のため取り寄せた彫刻用の原木も見ることができる。

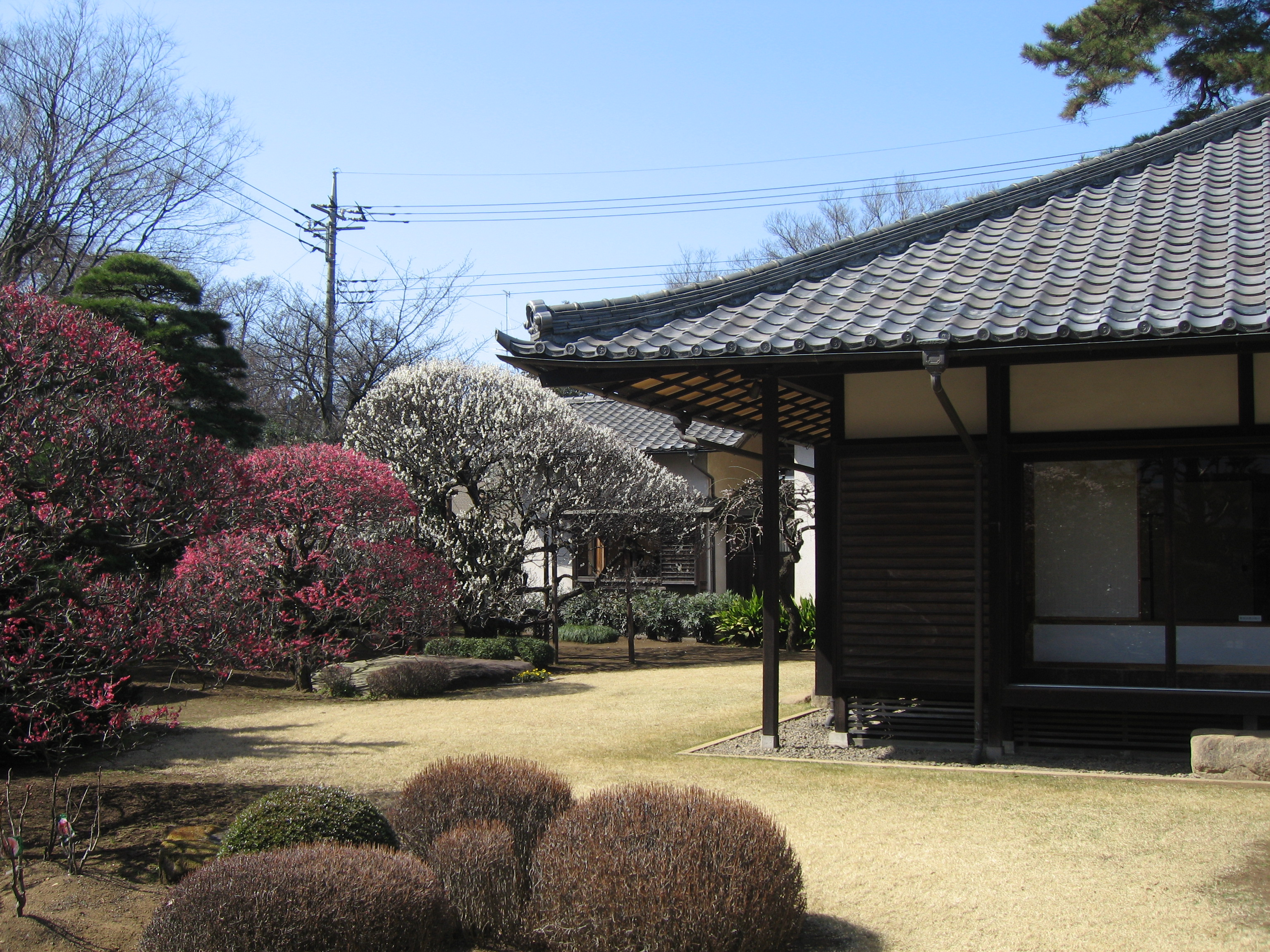
小平市平櫛田中彫刻美術館記念館庭園

#### 庭園
枯山水庭園の中庭2庭と南庭があり、南庭は玉川上水の木々を借景として造られている。四季折々の花が咲き、訪れる人を楽しませてくれる。特に、1月から2月にかけて見頃となる梅は見事。中庭は岩城亘太郎、南庭は柴又帝釈天邃渓園を手がけた永井楽山の作。後に改修を伊藤邦衛が手がけた。

### 展示館
田中の没後、作品を展示・保存するために記念館の隣接地に新設。設計は、大江宏の次男である大江新。
- 竣工：1993年2月
- 設計：大江建築アトリエ
- 主要構造：RC造
- 規模：地上2階地下1階
- 延床面積：781.02m2

## 利用案内
以下の記述は2010年4月現在。
- 開館時間：午前10時から午後4時
- 休館日：火曜日（祝日に当たるときはその翌日）、年末年始、展示替時
- 常設展観覧料：大人：大人:300円 団体20人以上220円

中学生：中学生:150円 団体20人以上110円
小学生：小学生:150円 団体20人以上110円
- 特別展観覧料：その都度設定

## 交通アクセス
- 西武多摩湖線「一橋学園」駅南口より徒歩10分
- JR武蔵野線「新小平」駅よりタクシー5分
- JR・西武線「国分寺」駅よりタクシー5分